# Lina Roessler

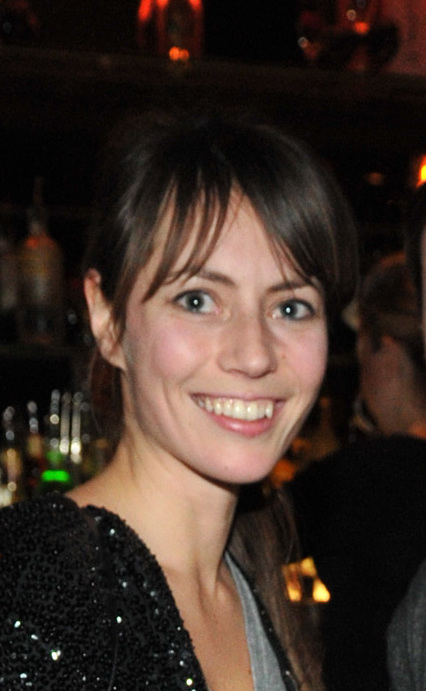
Lina Roessler

Lina Roessler (* 1. Januar 1985) ist eine kanadische Schauspielerin und Filmregisseurin.

## Leben
Lina Roessler studierte bis 2004 englische Literatur und Creative-Writing an der Concordia University in Montreal. Zu dieser Zeit wirkte sie bereits im Theater und in kanadischen TV-Produktionen in Nebenrollen mit. In der Serie Lost Girl war sie ab 2011 als Ciara O’Breen zu sehen. Ab 2014 drehte sie eine Kurzfilm-Trilogie über traumatisierte Kinder wofür sie mit einigen kanadischen und amerikanischen Kurzfilmpreisen ausgezeichnet wurde.
Ihr Spielfilm-Regiedebüt Best Sellers hatte seine Premiere bei der Berlinale 2021.

## Filmografie (Auswahl)

### Schauspielerin
- 1999: Undressed – Wer mit wem? (Undressed, Fernsehserie)
- 2002: Ascension
- 2004: Naked Josh (Fernsehserie, 1 Folge)
- 2004: The Last Casino (Fernsehfilm)
- 2005: Berlin (Kurzfilm)
- 2006: Lost Girl Found (Kurzfilm)
- 2007: Stuff (Kurzfilm)
- 2007: A Life Interrupted (Fernsehfilm)
- 2007: I’m Not There
- 2007: 12 Ways to Say I’m Sorry (Kurzfilm)
- 2008: Sunday (Kurzfilm)
- 2009: The Beautiful Life: TBL (Fernsehserie, 1 Folge)
- 2010: Snow & Ashes
- 2010: Ties That Bind (Fernsehfilm)
- 2011: Funkytown
- 2011: On the Beat
- 2011–2012: Lost Girl (Fernsehserie, 9 Folgen)
- 2012: Second Chance (Kurzfilm)
- 2012: Seven Years (Kurzfilm)
- 2012: The Conspiracy
- 2012: Exil
- 2013: Republic of Doyle – Einsatz für zwei (Republic of Doyle, Fernsehserie, 1 Folge)
- 2013: The Privileged
- 2013: Shooting Oliver (Kurzfilm)
- 2014: Supernatural: Zur Hölle mit dem Böse (Supernatural, Fernsehserie, 1 Folge)
- 2014: Darknet – Nur ein Klick zum Horror (Darknet, Miniserie, eine Folge)
- 2014: Motive (Fernsehserie, 1 Folge)
- 2016: Killjoys (Fernsehserie, 1 Folge)
- 2016: Das 9. Leben des Louis Drax (The 9th Life of Louis Drax)
- 2017: Murdoch Mysteries: Beyond Time (Fernsehserie, 10 Folgen)
- 2017: Private Eyes (Fernsehserie, 1 Folge)
- 2019: Chubby (Kurzfilm)
- 2020: Murdoch Mysteries (Fernsehserie, 1 Folge)
- 2020: Tainted

### Regisseurin
- 2014: The Vow (Kurzfilm)
- 2015: Winter (Kurzfilm)
- 2017: Mustard Seed (Kurzfilm)
- 2021: Best Sellers